# Pilumnus
Pilumnus is een geslacht van krabben. Voor de Belgische en Nederlandse kust, behoort enkel het ruig krabbetje tot dit geslacht.

## Soortenlijst
Volgende soorten worden onderscheiden:
- Pilumnus acanthosoma Ng, 2000
- Pilumnus acer Rathbun, 1923
- Pilumnus acutifrons Rathbun, 1906
- Pilumnus aestuarii Nardo, 1869
- Pilumnus affinis Brito Capello, 1875
- Pilumnus alcocki Borradaile, 1902
- Pilumnus annamensis Takeda & Miyake, 1968
- Pilumnus australis Whitelegge, 1900
- Pilumnus balssi Takeda & Miyake, 1972
- Pilumnus bleekeri Miers, 1880
- Pilumnus braueri Balss, 1933
- Pilumnus caerulescens A. Milne-Edwards, 1873
- Pilumnus capillatus Ng, Dai & Yang, 1997
- Pilumnus caribaeus Desbonne, in Desbonne & Schramm, 1867
- Pilumnus ceylonicus Deb, 1987
- Pilumnus chani Ng & Ho, 2003
- Pilumnus comatus Ng, Dai & Yang, 1997
- Pilumnus contrarius Rathbun, 1923
- Pilumnus cursor A. Milne-Edwards, 1873
- Pilumnus danai Stimpson, 1907
- Pilumnus dasypodus Kingsley, 1879
- Pilumnus deflexus A. Milne-Edwards, 1867
- Pilumnus depressus Stimpson, 1871
- Pilumnus digitalis Rathbun, 1923
- Pilumnus diomedeae Rathbun, 1894
- Pilumnus elegans De Man, 1888
- Pilumnus etheridgei Rathbun, 1923
- Pilumnus eudaemoneus Nobili, 1905
- Pilumnus fernandezi Garth, 1973
- Pilumnus fissifrons Stimpson, 1858
- Pilumnus floridanus Stimpson, 1871
- Pilumnus gemmatus Stimpson, 1860
- Pilumnus gonzalensis Rathbun, 1894
- Pilumnus gracilipes A. Milne-Edwards, 1880
- Pilumnus granti Montogomery, 1931
- Pilumnus guinotae Takeda & Miyake, 1968
- Pilumnus habei Takeda & Miyake, 1972
- Pilumnus haswelli De Man, 1888
- Pilumnus hirtellus (Linnaeus, 1761) (ruig krabbetje)
- Pilumnus holosericus Rathbun, 1898
- Pilumnus humilis Miers, 1884
- Pilumnus ikedai Takeda & Miyake, 1968
- Pilumnus incanus (Forskål, 1775) {6}
- Pilumnus inermis A. Milne-Edwards & Bouvier, 1894
- Pilumnus infraciliaris Ortmann, 1894
- Pilumnus integifrons Shen, 1948
- Pilumnus investigatoris Deb, 1987
- Pilumnus izuogasawarensis Takeda & Ng, 1997
- Pilumnus karachiensis Deb, 1987
- Pilumnus kempi Deb, 1987
- Pilumnus kingstoni (Rathbun, 1923)
- Pilumnus koepckei Türkay, 1967
- Pilumnus lacteus Stimpson, 1871 {4}
- Pilumnus laevigatus (Rathbun, 1911)
- Pilumnus lanatus Latreille, 1825
- Pilumnus limosus Smith, 1869
- Pilumnus longicornis Hilgendorf, 1878
- Pilumnus longipes A. Milne-Edwards, 1873
- Pilumnus longleyi Rathbun, 1930
- Pilumnus lumpinus Bennett, 1964
- Pilumnus maccullochi Montogomery, 1931
- Pilumnus maldivensis Borradaile, 1902
- Pilumnus marshi Rathbun, 1901
- Pilumnus merodentatus Nobili, 1906
- Pilumnus minutus De Haan, 1835
- Pilumnus monilifera Haswell, 1882
- Pilumnus murphyi Ng, 1988
- Pilumnus neglectus Balss, 1933
- Pilumnus nobilii Garth, 1948
- Pilumnus normani Miers, 1886
- Pilumnus novaezealandiae Filhol, 1885
- Pilumnus nudimanus Rathbun, 1901
- Pilumnus nuttingi Rathbun, 1906
- Pilumnus oahuensis Edmondson, 1931
- Pilumnus ohshimai Takeda & Miyake, 1970
- Pilumnus orbitospinis Rathbun, 1911
- Pilumnus pannosus Rathbun, 1896
- Pilumnus parableekeri Ng & L. W. H. Tan, 1984
- Pilumnus parapilumnoides Takeda & Miyake, 1970
- Pilumnus parvulus Nobili, 1906
- Pilumnus peronii H. Milne Edwards, 1834
- Pilumnus perrieri A. Milne-Edwards & Bouvier, 1898
- Pilumnus pileiferus Ng & L. W. H. Tan, 1984
- Pilumnus propinquus Nobili, 1905
- Pilumnus prunosus Whitelegge, 1897
- Pilumnus pulcher Miers, 1884
- Pilumnus purpureus A. Milne-Edwards, 1873
- Pilumnus pygmaeus Boone, 1927 {5}
- Pilumnus quoii H. Milne Edwards, 1834
- Pilumnus ransoni Forest & Guinot, 1961
- Pilumnus reticulatus Stimpson, 1860
- Pilumnus rotumanus Borradaile, 1900
- Pilumnus rotundus Borradaile, 1902
- Pilumnus rubroseta Ng, Dai & Yang, 1997
- Pilumnus rufopunctatus Stimpson, 1858
- Pilumnus savignyi Heller, 1861
- Pilumnus sayi Rathbun, 1923
- Pilumnus scabriusculus Adams & White, 1849
- Pilumnus schellenbergi Balss, 1933
- Pilumnus semilanatus Miers, 1884
- Pilumnus semilunaris Ng, Dai & Yang, 1997
- Pilumnus senahai Takeda & Miyake, 1968
- Pilumnus serenei Ng, 1988
- Pilumnus sluiteri De Man, 1892
- Pilumnus spinicarpus Grant & McCulloch, 1906
- Pilumnus spinifer H. Milne Edwards, 1834
- Pilumnus spinifrons Ng & L. W. H. Tan, 1984
- Pilumnus spinohirsutus (Lockington, 1877)
- Pilumnus spinosissimus Rathbun, 1898
- Pilumnus spinosus Filhol, 1885
- Pilumnus spinulus Shen, 1932
- Pilumnus stebbingi Capart, 1951
- Pilumnus stimpsonii Miers, 1886
- Pilumnus striatus De Man, 1888
- Pilumnus taeniola Rathbun, 1906
- Pilumnus tahitensis De Man, 1890
- Pilumnus takedai Ng, 1988
- Pilumnus tantulus Rathbun, 1923
- Pilumnus tectus Rathbun, 1933
- Pilumnus teixeiranus Brito Capello, 1875
- Pilumnus tenellus Dana, 1852
- Pilumnus terraereginae Haswell, 1882
- Pilumnus thoe (Herbst, 1803)
- Pilumnus tomentosus Latreille, 1825
- Pilumnus townsendi Rathbun, 1923
- Pilumnus tuantaoensis Shen, 1948
- Pilumnus turgidulus Rathbun, 1911
- Pilumnus vespertilio (Fabricius, 1793)
- Pilumnus vestitus Haswell, 1882
- Pilumnus villosissimus (Rafinesque, 1814)
- Pilumnus woodworthi Rathbun, 1902
- Pilumnus xantusii Stimpson, 1860
- Pilumnus zimmeri Balss, 1933